# Нове Замки (окръг)
Нове Замки (на словашки: Nové Zámky) е окръг в Нитрански край, югозападна Словакия.
Площта му е 1347 km², а населението – 138 168 души (по преброяване от 2021 г.). В окръга, главно в южната му част, живеят значителен брой унгарци – около 33% от общото население. Административен център е град Нове Замки. Другите два града в окръга са Щурово и Шурани.